# Buffalo, Wyoming
Buffalo este un oraș situat în comitatul Johnson, din statul Wyoming, SUA. Având o populație de 1.239 de locuitori, conform recensământului Census 2000 efectuat de United States Census Bureau, orașul Buffalo este și sediul administrativ al comitatului Johnson.